# Ann Baumgartner
Ann Baumgartner (Augusta, Geórgia, 27 de agosto de 1918 — Kilmarnock, 20 de março de 2008) foi uma aviadora americana, que se tornou a primeira mulher nos Estados Unidos a voar num jato da Força Aérea Americana, quando voou o Bell YP-59A no Wright Field como uma piloto de testes durante a Segunda Guerra Mundial. Ela estava designada a voar como uma oficial assistente de operações na seção de membros do Serviço de Pilotos da Força Aérea Feminina dos Estados Unidos.

## Carreira
Durante a infância das crianças, Baumgartner trabalhou em instrução de voo e para a empresa aérea United Airlines e terceira piloto do Aeroporto de Zahn em Long Island. Os graus de avaliação de voo de Ann incluíam voos particulares, comerciais, instrumento, instrução de voo e instrumento. Mais tarde ela se tornou jornalista, especializada em ciência.